# Groupe d'investigation cynophile
Pour les articles homonymes, voir GIC.
Les Groupes d'investigation cynophile ou GIC sont des unités de la gendarmerie nationale française.
Elles font partie de la Gendarmerie départementale, où elles sont rattachées officiellement aux Peloton de surveillance et d'intervention de la gendarmerie. Les Groupes d'Investigation Cynophile sont composés d'au moins trois personnels de carrière de la Gendarmerie, tous maître de chien. De plus ces personnels peuvent être renforcés par des Gendarmes Adjoints Volontaires, qui peuvent être alors « suppléants cynophiles ». 
Les Groupes d'Investigation Cynophile ont été créés dans les régions où une demande d'interventions cynophiles était supérieure aux capacités des maîtres de chien présents dans les Pelotons de surveillance et d'intervention de la gendarmerie. Contrairement à ces derniers, ces gendarmes n'effectuent que des missions où les chiens doivent être employés, ils ne feront alors pas de surveillance routière, d'enquêtes ou toute autre activité spécifique aux gendarmes.
Plusieurs technicités sont présentes dans les Groupes d'Investigation Cynophile:
- recherche de stupéfiants unique
- recherche de stupéfiants, armes, munitions et billets (technicité développée depuis 2014)
- recherche de stupéfiants et défense
- recherche de stupéfiants et de billets
- recherche d'armes et de munitions
- recherche d'explosifs
- recherche d’explosifs sur des personnes en mouvement (REXPEMO) (expérimentée en 2014 et développée depuis 2016)

Les Groupes d'Investigation Cynophile sont composés de deux chiens par gendarme ou d'un seul pour le commandant d'unités. Tous les membres de ces unités sont des sous-officiers maître de chiens. Ils ont alors tous suivi une formation continue au Centre national d'instruction cynophile de la gendarmerie.